# Villa Santa Lucía (Chile)

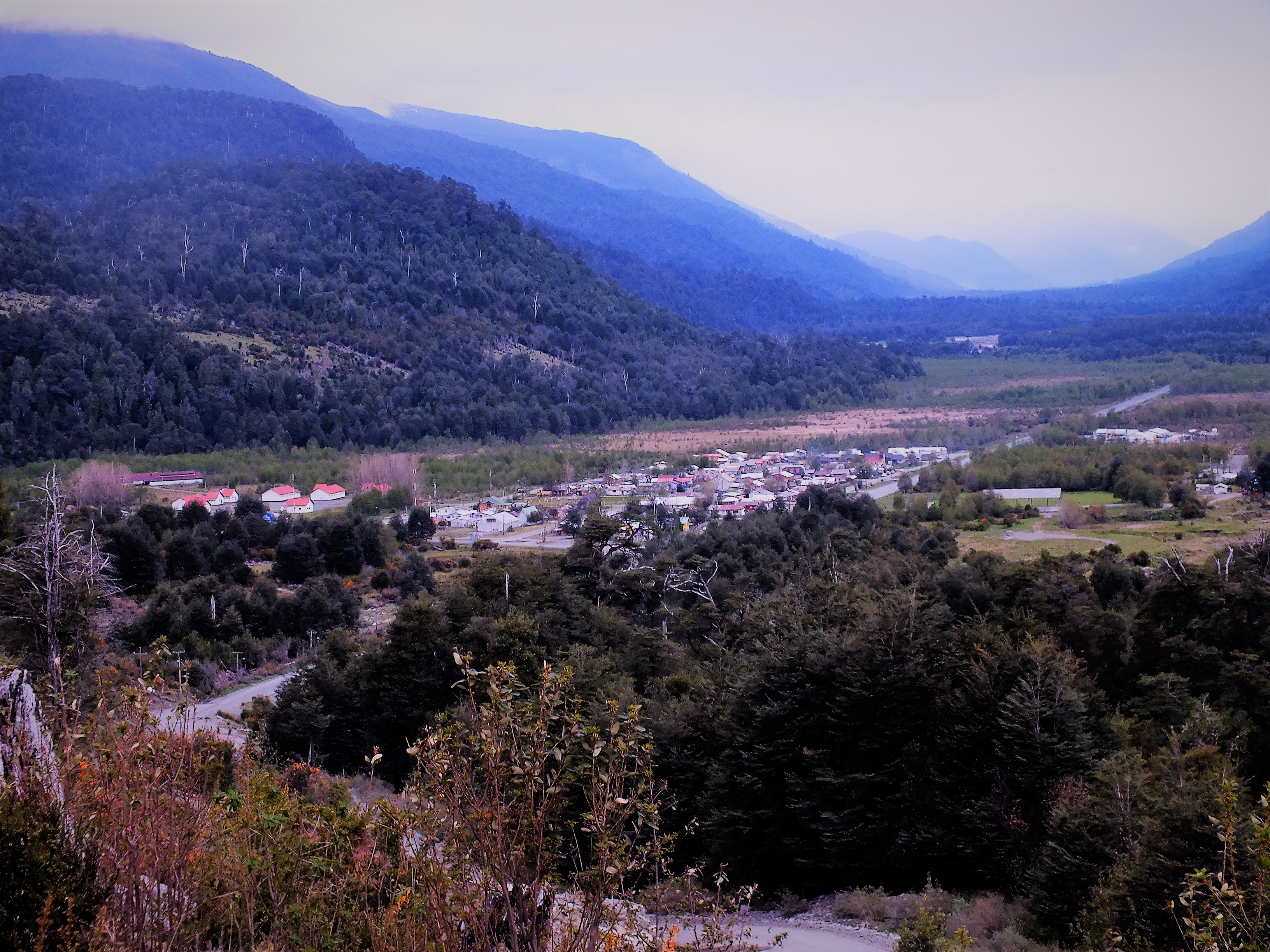
Villa Santa Lucía desde cuesta Moraga.

Villa Santa Lucía es una localidad chilena, ubicada en la comuna de Chaitén, provincia de Palena, Región de Los Lagos. Situada en el valle del río Frío, a 75 kilómetros al sur de Chaitén, por la Carretera Austral, desde donde nace el desvío hacia la Ruta CH-235 a los poblados de Puerto Ramírez, Futaleufú y Palena. Según el censo de 2002 una población de 136 habitantes y 71 viviendas.
La localidad fue arrasada por un aluvión el 16 de diciembre de 2017, 21 personas resultaron fallecidas y 1 desaparecida.

## Historia

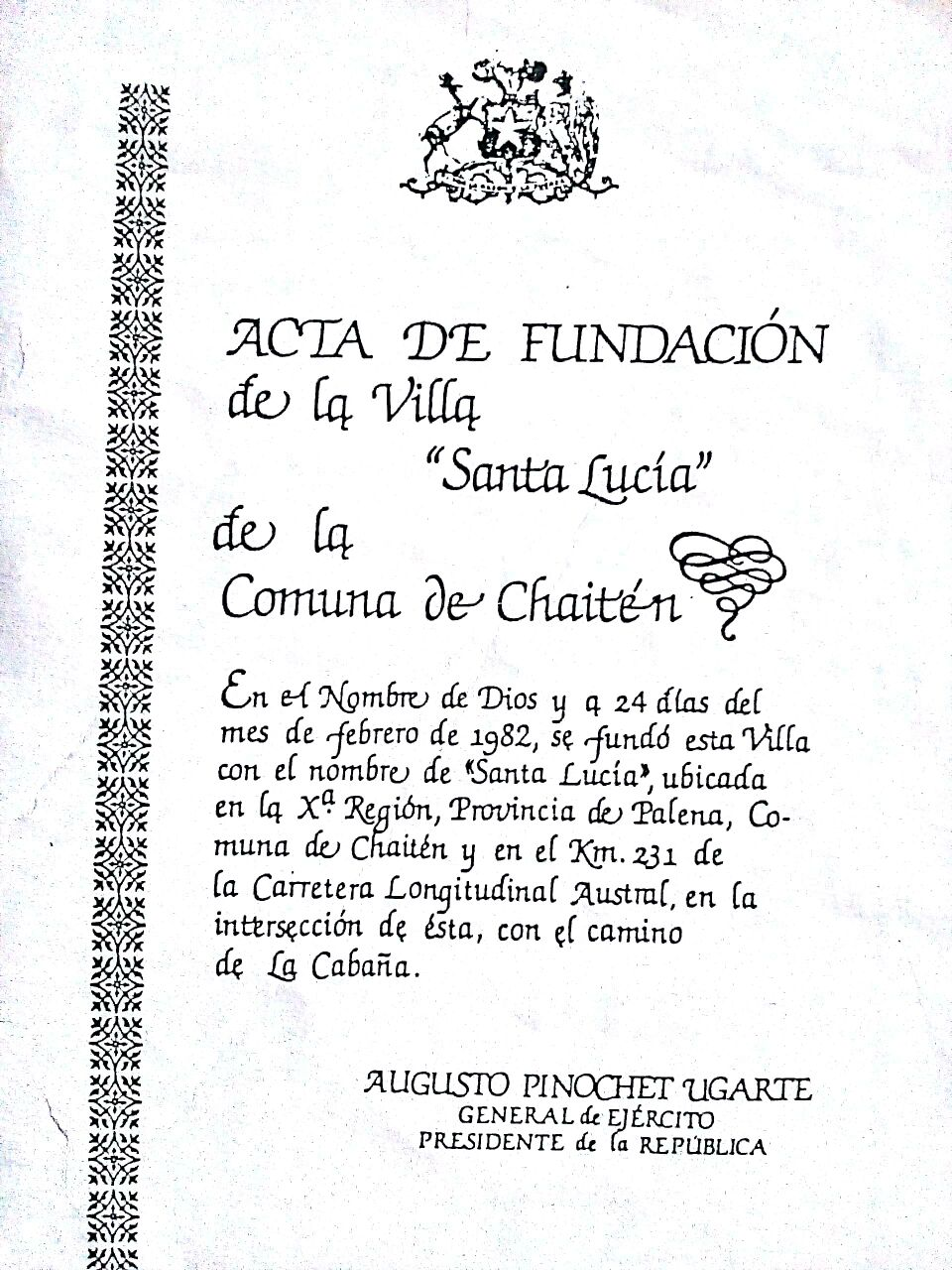
Acta de fundación "Villa Santa Lucía"

Fue fundada el 24 de febrero de 1982, fecha en que se inauguró el tramo Chaitén-Puerto Aysén de la Carretera Austral, con la presencia de Augusto Pinochet y de las máximas autoridades de la dictadura militar. En esta localidad actualmente existe el Escuadrón de Exploración Mixto Independiente "Chaitén", perteneciente al Regimiento N.º 12 “Sangra” (Puerto Varas), de la III División de Montaña del Ejército de Chile.

### Erupción del Volcán Chaitén
Tras las erupciones del volcán Chaitén de mayo de 2008, se realizó una evacuación forzosa de los habitantes de la ciudad de Chaitén, siendo algunos de estos trasladados al internado de la escuela rural Valle El Frío de Villa Santa Lucía, el que se dispuso como albergue. Asimismo, Santa Lucía sirvió como centro de operaciones de distintos servicios públicos.

### Aluvión de 2017
El sábado 16 de diciembre de 2017, un aluvión originado por las intensas precipitaciones registradas durante ese fin de semana sumado al desprendimiento de un glaciar, arrasó con gran parte de la localidad.

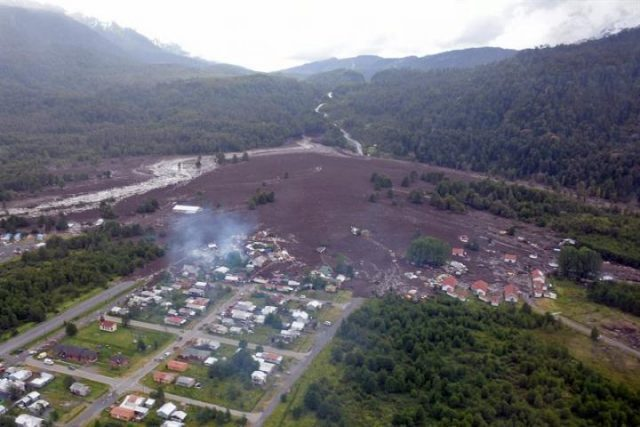
Aluvión

La presidenta Michelle Bachelet declaró zona de catástrofe el mismo 16 de diciembre, a pesar de que se evaluó instalar la mesa de votación correspondiente a Villa Santa Lucía para la segunda vuelta de la elección presidencial realizada el 17 de diciembre, finalmente el Servicio Electoral decidió no hacerlo, ya que no existía un lugar adecuado para dicha actividad.
El aluvión ocasionó la destrucción completa de 28 viviendas y 5 infraestructuras públicas dañadas. La destrucción no solo fue por el aluvión en sí, sino también por varios incendios provocados a los minutos del desastre natural. Once personas resultaron heridas, 21 fallecidas (la última encontrada 3 meses después) y 1 que aún se mantiene desaparecida.
En la actualidad existe un museo testimonial e histórico llamado "La Casa de la Bandera", que rememora la tragedia.

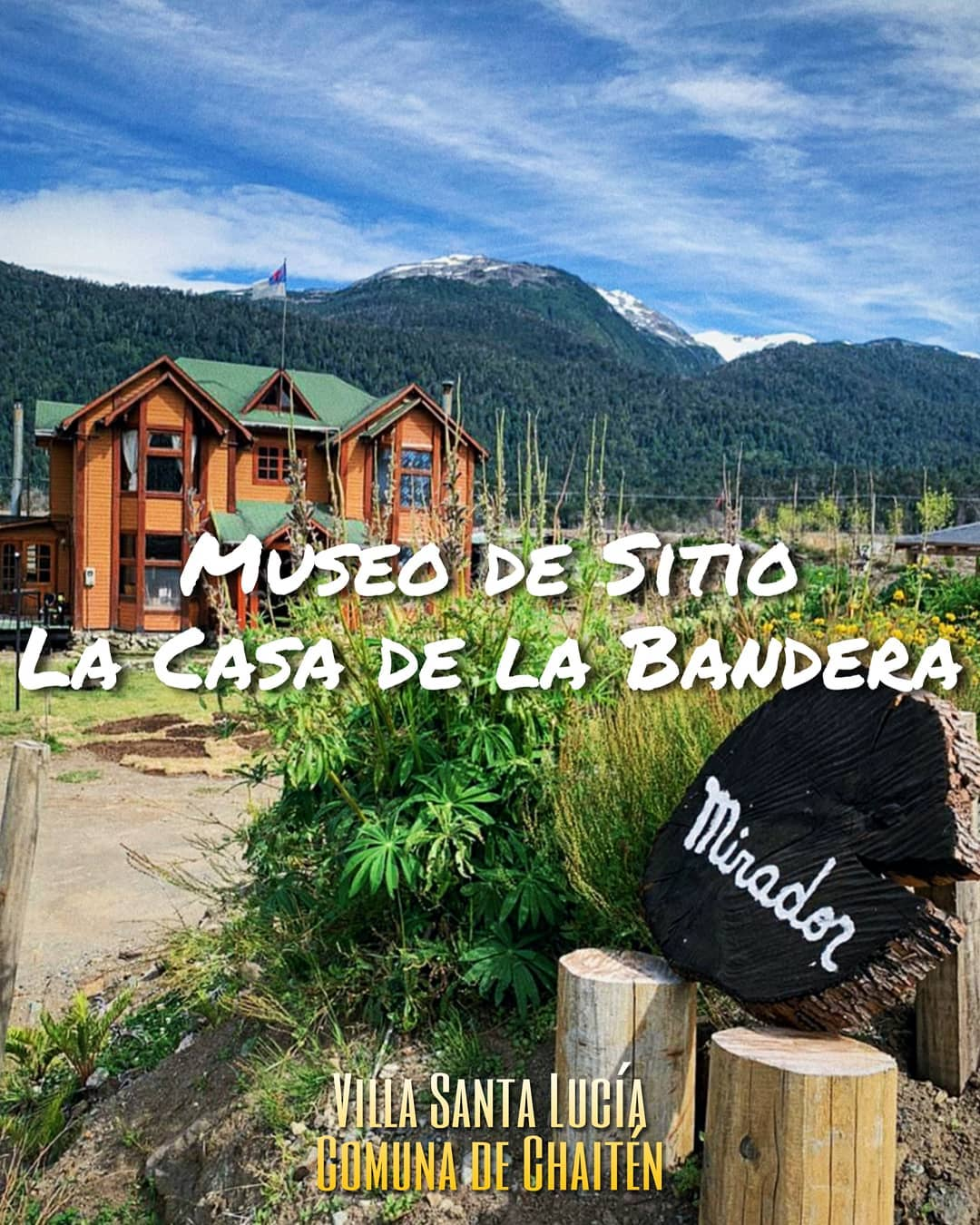

## Geografía
Santa Lucía se encuentra situada en el territorio de la vertiente occidental de la cordillera de los Andes regional, cuyo relieve fue sometida durante el pleistoceno, a una intensa modelación glaciar. Rangos conspicuos, remanentes de la acción glaciar del pleistoceno, son entre otros la alargada y relativamente angosta depresión que cobija el lago Yelcho, a 11 km directamente al norte de la localidad, al igual que los tramos rectos. El relieve de la zona fue asimismo modelada en el pleistoceno o terciario superior y el pleistoceno o cuaternario inferior por una fuerte actividad volcánica. Se registra la última erupción del volcán Corcovado ocurrida el año 1834, sin embargo el último periodo de actividad observado fue en 1934, culminando con un flujo de lava en noviembre de 1935. 
Los volcanes cercanos a Villa Santa Lucía son:
- Volcán Corcovado (2.300 m s. n. m.) a 35 km al NW.
- Volcán Michinmahuida (2.404 m s. n. m.) a 60 km al N.
- Volcán Yanteles (2.042 m s. n. m.) a 37 km al SW.
- Volcán Yelcho (1.368 m s. n. m.) 30 km NNW.

El clima de la zona presenta variaciones térmicas intensas, altas temperaturas estivales, y temperaturas bajo cero en el periodo invernal, la pluviometría alcanza a 3.000 mm anuales disminuyendo hacia el este.

## Creación delParque nacional Corcovado

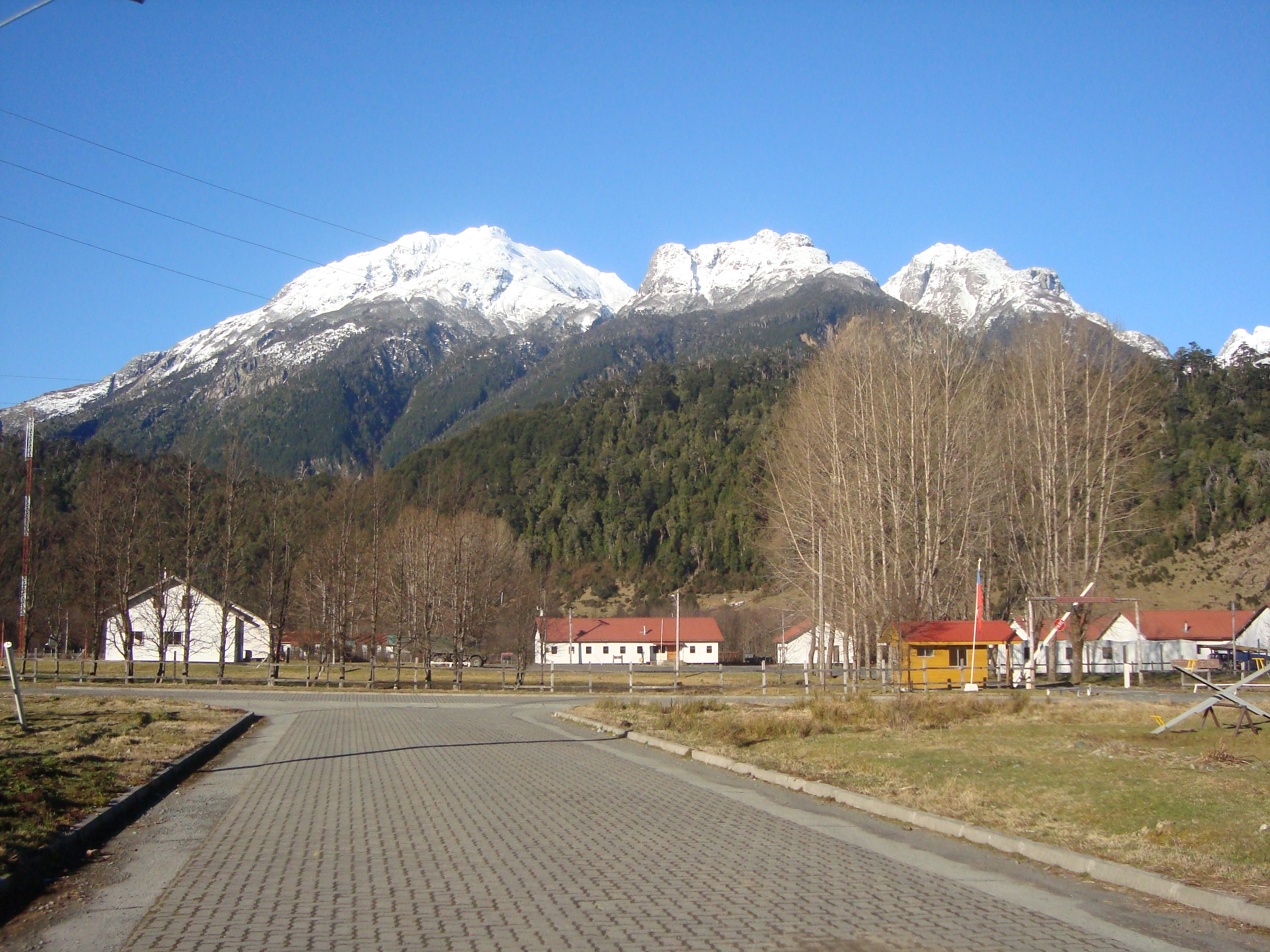
Villa Santa Lucía - Provincia de Palena

El 7 de enero de 2005, en la localidad de Villa Santa Lucía, el presidente Ricardo Lagos firmó el decreto que creó oficialmente el parque nacional Corcovado, con la presencia del comandante en jefe del Ejército, Juan Emilio Cheyre, cuya institución brindó parte de los terrenos, incrementado con la inclusión de 84.000 hectáreas donadas por  Douglas Tompkins, empresario y ecologista estadounidense, dueño del parque Pumalín.
El tamaño del refugio natural es de una superficie de 209.623,84 hectáreas formado por cinco predios de propiedad fiscal: fundos Moraga, Corcovado, Cipresal 1, Los Cuervos y el Lote 3 Linahua, sectores donde se encuentra una importante biodiversidad, con aproximadamente 133 especies de flora, 18 especies de mamíferos y 64 especies de aves. Su nombre se debe al volcán inserto en sus terrenos, el Corcovado, que mide 2.300 metros de altura.
El área posee un gran potencial recreativo, educativo y científico pudiendo representar una contribución importante a la provincia de Palena mediante el fortalecimiento del ecoturismo.

## Red de Parques Nacionales de la Patagonia
Con fecha 15 de marzo de 2017, la presidenta  Michelle Bachelet firmó el protocolo para la creación de la Red de Parques Nacionales de la Patagonia, lo que permitirá proteger 4,5 millones de hectáreas de terreno. El anuncio se hizo posible luego de la donación de 407.625 hectáreas por parte de la fundación del fallecido ecologista Douglas Tompkins, a través de su viuda, Kristine Tompkins quien además es la fundadora de Tompkins Conservation. 
La Red de Parques Nacionales de la Patagonia consiste la creación de tres parques nacionales: Pumalín, Melimoyu y Patagonia. También se ampliarán otros tres ya existentes: Hornopirén, Corcovado e Isla Magdalena. Así, los seis parques son parte de los 17 que formarán parte de la Red de Parques Nacionales de la Patagonia.

## Relocalización
El gobierno chileno anunció el 22 de diciembre de 2017, traslado geográfico definitivo de la Villa Santa Lucía y sus habitantes y entrega de aportes a familias afectadas. Sernageomin ha señalado que la Villa Santa Lucía es una zona de alto riesgo para la vida de las personas. La decisión que ha tomado la presidenta Michelle Bachelet es plantearle a Sernageomin que tiene que ubicar una zona de relocalización de la villa en un plazo de 15 a 20 días porque hay que hacer los estudios adicionales en terreno.
A diciembre de 2018, ya en el siguiente gobierno del entonces presidente Sebastián Piñera, se estimó que la zona segura de relocalización será a 15 metros sobre el nivel del río Burritos desde la zona cero del aluvión.

## Medios de comunicación

### Radioemisoras

#### FM
- 93.5 MHz - Radio Provincia de Palena

### Televisión

#### TDT
Canales de televisión en señal abierta digital (TVD) con dial definitiva, aunque sin iniciar las transmisiones en el sector, las cuales son:
- 7.1 - TVN
- 7.2 - NTV
- 7.31 - TVN One Seg
- 13.1 - Canal 13 HD
- 13.2 - T13 En Vivo
- 13.31 - Canal 13 One Seg

También se encuentra asignada esta señal, pero sin embargo, es posible que el canal pueda renunciar su concesión de televisión como lo que ha ocurrido en otras ciudades del país [3]
- 9.1 - Mega
- 9.2 - Mega 2
- 9.31 - Mega One Seg